# 中南大学站
中南大学站位于中华人民共和国湖南省长沙市岳麓区后湖路与清水路交叉口地下，是长沙地铁3号线的地铁车站，南北向布置，因临近中南大学校园而得名。

## 车站

### 车站结构
| 地面      |                                    | 地铁出入口                          |  |
| 地下 一层 | 站厅层                             | 站厅、售票机、客服中心              |  |
| 地下 二层 |                                    | 3号线列车开往广生（下一站：阜埠河） |  |
| 地下 二层 | 岛式月台，左邊车门将會开启         |                                     |  |
| 地下 二层 | 3号线列车开往山塘 （下一站：阳光） |                                     |  |

### 外观
- 站外升降电梯
- 2号出口
- 3号线列车停靠在中南大学站

## 车站周边
- 中南大学